# Natriumbis(thiosulfato)argentat(I)
Natriumbis(thiosulfato)argentat(I) ist ein Komplex, der im Gegensatz zu vielen anderen Silbersalzen in Wasser löslich ist. Er entsteht beispielsweise beim Fixieren eines Films.

## Darstellung
Natriumbis(thiosulfato)argentat(I) kann aus Silberchlorid und Natriumthiosulfat hergestellt werden:
{\displaystyle \mathrm {2\ Na_{2}S_{2}O_{3}+AgCl\rightarrow Na_{3}[Ag(S_{2}O_{3})_{2}]+NaCl} }
Diese Reaktion läuft auch mit den anderen Silberhalogeniden ab.